# Huara
Huara (del aimara: wara ‘estrella’) es un pueblo y comuna chilena perteneciente a la provincia del Tamarugal, correspondiente a la Región de Tarapacá, en el Norte Grande de Chile. Integra junto con las comunas de  Alto Hospicio, Camiña, Colchane, Iquique,  Pica y Pozo Almonte, el distrito electoral N.° 2 y pertenece a la 2.ª circunscripción senatorial. 
Se ubica entre las ciudades de Iquique y Arica, siendo atravesada por la ruta 5 Panamericana. Comprende los poblados de Pisagua y San Lorenzo de Tarapacá.
La cabecera de esta comuna es Huara, una aldea ubicada en medio de la pampa del Tamarugal. Cuenta con servicios básicos como Posta de primeros auxilios, Retén de carabineros y teléfono.

## Historia
El inicio del pueblo de Huara fecha de 1885, una vez concluida la guerra del Pacífico. Huara fue creada para cumplir la función de centro administrativo y servicios referentes al salitre, llegó a contar con casi 7000 habitantes y una importante estación ferroviaria. en la actualidad, a causa a la reactivación de las faenas de yodo y salitre, este municipio está en proceso de repoblarse. Y a finales de la década de 1880 el pueblo contaba con correos, telégrafo, oficina de registro civil, centros de entretención y abarrotes y una estación de trenes. En su momento, Huara fue la segunda localidad en Chile con contar con más estaciones de trenes dentro de su límite urbano (el primer lugar es Santiago), incluyendo entre 1937 a 1942 cuatro estaciones correspondientes a cuatro ramales distintos.
La comuna fue epicentro de muchos de los principales eventos de la Campaña de Tarapacá durante la guerra del Pacífico, como las batallas de Pampa Germania, Dolores y Tarapacá.
Francisco Astaburoaga escribió en 1899 en su Diccionario Geográfico de la República de Chile: 300  se refiere a Huara o Guara como un 'paraje':

Guara.-—Paraje del departamento de Tarapacá abundante en salitre que yace en la pampa central sobre el ferrocarril que parte de Iquique, y á poco más de seis kilómetros al S. de Tres Marías y 35 al N. de Pozo Almonte. Viene de voz del antiguo peruano guaru.

El geógrafo chileno, Luis Risopatrón lo describe a Guara como una ‘aldea’ en su libro Diccionario Jeográfico de Chile en el año 1924:: 220 

Guara (Aldea) 20° 00' 69° 47'. De corto caserío, con servicio de correos, escuelas públicas i estación de ferrocarril, se encuentra en el borde W de la pampa del Tamarugal, a 1.116 m de altitud; está unida por un excelente camino carretero con los pueblos de Tarapacá i Chusmisa. En la perforación de un pozo, se halló a 48 m de profundidad, fragmentos de ollas de barro barnizadas i un árbol en posición horizontal a los 80 m de hondura; acusó hasta los 144 m la misma composición de la superficie.

El 30 de diciembre de 1927 fue creada la comuna de Huara. En 1970 se le anexa el territorio de la comuna de Negreiros y en 1979 la comuna de Pisagua.
El terremoto de 2005 produjo graves daños a la comuna, especialmente a las localidades de la quebrada de Tarapacá.
Actualmente, en la calle Arturo Prat Nº180 se encuentra la Farmacia y Botica Libertad (traída a Chile originalmente por el químico italiano Francesco Bertini a fines del siglo XIX a la salitrera de Negreiros, donde funcionó hasta que él se la vendíó al Sr. Saavedra de Huara alrededor de los años 30, cuando el Sr. Bertini deja Negreiros), transformada hoy día en museo, donde se conservan frascos medicinales de porcelana y estantes de pino Oregón y roble americano. 
La estación ferroviaria fue declarada Monumento Nacional.

## Demografía
Según los datos recolectados en el censo de 2002 realizado por el Instituto Nacional de Estadísticas, la comuna posee una superficie de 10 474,6 km² y una población de 2599 habitantes, de los cuales 1100 son mujeres y 1.499 son hombres. La comuna acoge al 1,09% de la población total de la región, de la cual un 100% corresponde a población rural.
En lo que respecta a la evolución demográfica de Huara a nivel de comuna, en 1992 había 1.972 habitantes, en 2002 la población aumentó a 2.599 habitantes, y para 2017 se registraron 2.730 habitantes. En cuanto a la evolución demográfica de Huara a nivel de aldea, en 1992 vivían 427 personas y en 2002 la población se incrementó a 956 habitantes.

### Localidades
La comuna de Huara se divide en los siguientes distritos:
La comuna de Huara está conformada por varios distritos. El distrito de Huara tiene 958 habitantes y una superficie de 1.092,5 km². El distrito de Tarapacá cuenta con 572 habitantes y abarca 1.687,5 km². Por otro lado, Huaviña tiene una población de 381 personas y una superficie de 807,5 km², mientras que Pisagua cuenta con 369 habitantes y se extiende sobre 1.714,8 km². Tana presenta la población más baja con 8 habitantes y una superficie de 1.710,0 km². Miñimiñe tiene 104 habitantes y una superficie de 1.713,5 km². Chiapa tiene 160 habitantes y abarca 853,8 km², y finalmente, Soga cuenta con 47 habitantes y una superficie de 895,0 km².
Los caseríos de importancia que conforman la comuna son Achacagua, Caleta Buena, Chiapa, Chusmiza, Huaviña, Jaiña, Mocha, Pachica, Pisagua (ubicada en la costa del Pacífico, que llegó a ser el tercer puerto más importante del país durante el auge salitrero, pero ahora es solo una caleta de pescadores), Tarapacá (fue el primer poblado creado en la zona por los españoles durante la conquista del Perú y fue capital de la región, hasta que transfirió su importancia al puerto de Iquique durante el siglo XIX), Sibaya, Miñimiñe y Sotoca.
La mayoría de los poblados y caseríos de la comuna se asientan en la sierra andina, unos pocos en la pampa del Tamarugal y solo Pisagua, Caleta Buena y Caleta Junín en la costa.

## Medio ambiente

### Geomorfología y componentes abióticos

Trazado simplificado de los ecosistemas y cuerpos de agua presentes en la comuna de Huara.

La comuna de Huara se encuentra emplazada en las unidades geomorfológicas de Cordillera prealtiplánica, Pampa del Tamarugal, Llanos de sedimentación fluvial o aluvional, Cordillera de la costa, Pediplanos, glacis y piedemont, Farellón costero, Precordillera río Lauca y Pampitas; y presenta según la clasificación climática de Köppen clima de tundra de lluvia estival (ET (w)), clima desértico cálido (BWh), clima desértico frío (BWk), clima desértico frío de lluvia estival (BWk (w)) y clima semiárido de lluvia estival (BSk (w)). Esta además se halla entre las cuencas hidrográficas de Costeras del río Camarones y Pampa del Tamarugal, Cuencas costeras entre Tilviche y Loa, Pampa del Tamarugal y Quebrada Río Camarones. Además, la comuna posee diversos cuerpos de agua, entre los que se destacan el río Chancacolla.

### Componentes bióticos
Dentro del territorio de la comuna se pueden hallar los siguientes ecosistemas:   
- Bosque espinoso tropical andino donde predominan Browningia candelaris y Corryocactus brevistylus (Preocupación menor)
- Bosque espinoso tropical interior donde predominan Geoffroea decorticans y Prosopis alba (Preocupación menor)
- Bosque espinoso tropical interior donde predominan Prosopis tamarugo y Tessaria absinthiodes (Vulnerable)
- Desierto tropical interior con vegetación escasa (Preocupación menor)
- Dunas tropicales costeras donde predominan Tillandsia landbeckii y Tillandsia marconae (Sin información)
- Matorral bajo desértico tropical andino donde predominan Aloysia deserticola y Atriplex imbricata (Preocupación menor)
- Matorral bajo desértico tropical interior donde predominan Adesmia atacamensis y Cistanthe salsoloides (Preocupación menor)
- Matorral bajo tropical andino donde predominan Fabiana ramulosa y Diplostephium meyenii (Vulnerable)
- Matorral bajo tropical andino donde predominan Parastrephia lepidophylla y Parastrephia quadrangularis (Vulnerable)
- Matorral bajo tropical andino donde predominan Parastrephia lucida y Azorella compacta (Vulnerable)
- Matorral bajo tropical andino donde predominan Parastrephia lucida y Festuca orthophylla (Vulnerable)
- Matorral desértico tropical costero donde predominan Nolana sedifolia y Eulychnia iquiquensis (Preocupación menor)
- Matorral desértico tropical interior donde predominan Malesherbia auristipulata y Tarasa operculata (Vulnerable)

### Medidas de protección ambiental y conflictos socioambientales
Hasta 2022, la comuna de Huara cuenta con las siguientes zonas que poseen algún nivel de protección ambiental:  
- Alto Junín (Sitios ERB)[18]
- Caleta Buena (Sitios ERB)[19]
- Caleta Junín / Mejillones del Norte - Pta Junin (Sitios ERB)[20]
- Caserones (Bien Nacional Protegido)[21]
- Parque Nacional Volcán Isluga (parque nacional)[22]
- Quebrada de Camarones (Sitios ERB)
- Reserva Nacional Pampa del Tamarugal (Reserva Nacional)[23]

## Administración

### Municipalidad
La Ilustre Municipalidad de Huara es dirigida por el alcalde José Bartolo Vinaya (UDI), el cual es asesorado por los concejales:
Chile Vamos
- Lorena Baltazar Lucay (RN)
- Narciso Remos Esteban (RN)
- Daniel Olivares Riega (UDI)

Frente Amplio
- Carlos Carvajal Gallarado (Ind./Comunes)
- Raúl Uribe Tiayna (Ind./Comunes)

Socialismo Democrático
- Nellie Prenafeta Flores (PR)

### Representación parlamentaria
Huara integra junto con las comunas de Iquique, Alto Hospicio, Camiña, Colchane, Pica y Pozo Almonte el distrito electoral N.º 2 y pertenece a la 2.ª circunscripción senatorial (Tarapacá). Es representada en la Cámara de Diputados del Congreso Nacional por los diputados Renzo Trisotti Martínez (UDI), Danisa Astudillo (PS) y Matías Ramírez (PCCh). A su vez, es representada en el Senado por los senadores Luz Ebensperger Orrego (UDI) y Jorge Soria Quiroga (Ind-PPD).

## Economía
En 2018, la cantidad de empresas registradas en Huara fue de 23. El Índice de Complejidad Económica (ECI) en el mismo año fue de -1,18, mientras que las actividades económicas con mayor índice de Ventaja Comparativa Revelada (RCA) fueron Transporte de Pasajeros en Vehículos de Tracción Humana y Animal (475,04), Explotación de Otras Minas y Canteras (265,46) y Servicios de Producción de Recitales y Otros Eventos Musicales Masivos (10,06).

## Deportes

### Fútbol
Municipal Huara participó en la edición 2011 del Torneo AFUNOR.